# Macrobdella ditetra
Macrobdella ditetra är en ringmaskart som beskrevs av Moore 1953. Macrobdella ditetra ingår i släktet Macrobdella och familjen käkiglar. Inga underarter finns listade i Catalogue of Life.